# Сборная Литвы по регби
Сборная Литвы по регби — национальная команда, представляющая Литву на соревнованиях высшего уровня. Была образована в 1993 году через некоторое время после распада СССР. Управляется Литовской регбийной федерацией. Литовцам ещё ни разу не удавалось пробиться на Кубок мира. С 1993 сборная участвует в Кубке европейских наций, где наивысшим достижением стало в дивизионе 2A в 2010—2012 годах. Кроме этого литовская сборная знаменита тем, что ей принадлежит рекордная победная серия в международном регби из 18 матчей. По состоянию на 9 сентября 2019 года литовцы занимают 36-е место в рейтинге Международного совета регби.

## История
Регби в Литве берёт своё начало в 1961 году. Однако, так как Литва находилась в составе СССР, национальная команда не формировалась. При этом сборная Литовской ССР проводила неофициальные встречи с соседями из Латвии и Калининграда.
После восстановления независимости в 1990 году литовские регбийные функционеры работали над тем, чтобы получить международное признание, и в 1993 году литовские регбисты получили право принять участие в отборочном турнире к Кубку мира по регби 1995 и Трофее ФИРА 1992/1994. Литве не удалось выиграть ни одного матча в обоих турнирах. В 1996 национальная команда одержала первую в своей истории победу над сборной Люксембурга в рамках квалификации к Чемпионату мира по регби 1999. В целом 1990-е годы были неудачным десятилетием для литовских регбистов.
До 2006 года Литва оставалась в середине 3-го дивизиона Кубка европейских наций, но в розыгрыше 2006/2008 прибалтам, победившим всех своих соперников, удалось подняться на ступень выше и выйти в группу 3A. Уже в следующем розыгрыше турнира литовцы вновь одержали победы во всех матчах и прошли во второй дивизион. Кроме этого Литва благодаря победам над Нидерландами и Израилем вышла в четвёртый раунд европейского отборочного турнира к Кубку мира по регби 2011, где прибалты проиграли украинцам со счётом 16—27 и упустили возможность побороться с румынами за путёвку в финальный этап. Все эти достижения национальной сборной привели к росту популярности регби в стране.

## Нынешний состав
Единственный профессиональный регбист Литвы — Каролис Навицкас — двукратный чемпион России.

## Результаты
По состоянию на 6 марта 2013 года.
| Соперник             | Матчи | Победы | Поражения | Ничьи | Доля побед |
| -------------------- | ----- | ------ | --------- | ----- | ---------- |
| Австрия              | 4     | 3      | 1         | 0     | 75 %       |
| Андорра              | 3     | 2      | 1         | 0     | 67 %       |
| Армения              | 1     | 1      | 0         | 0     | 100 %      |
| Бельгия              | 2     | 0      | 2         | 0     | 0 %        |
| Болгария             | 4     | 3      | 0         | 1     | 75 %       |
| Босния и Герцеговина | 2     | 2      | 0         | 0     | 100 %      |
| Венгрия              | 6     | 4      | 2         | 0     | 67 %       |
| Германия             | 1     | 0      | 1         | 0     | 0 %        |
| Дания                | 1     | 0      | 1         | 0     | 0 %        |
| Израиль              | 4     | 4      | 0         | 0     | 100 %      |
| Латвия               | 9     | 6      | 3         | 0     | 67 %       |
| Люксембург           | 5     | 3      | 2         | 0     | 60 %       |
| Мальта               | 5     | 2      | 3         | 0     | 40 %       |
| Молдова              | 2     | 0      | 2         | 0     | 0 %        |
| Монако               | 1     | 1      | 0         | 0     | 100 %      |
| Нидерланды           | 3     | 1      | 2         | 0     | 33 %       |
| Норвегия             | 3     | 3      | 0         | 0     | 100 %      |
| Сербия и Черногория  | 3     | 2      | 1         | 0     | 67 %       |
| Словения             | 2     | 0      | 1         | 1     | 0 %        |
| Украина              | 2     | 0      | 2         | 0     | 0 %        |
| Хорватия             | 2     | 2      | 0         | 0     | 100 %      |
| Швейцария            | 1     | 1      | 0         | 0     | 100 %      |
| Швеция               | 6     | 0      | 5         | 1     | 0 %        |
| Всего                | 72    | 40     | 29        | 3     | 56 %       |